# Wintersturm Elliott
Der Wintersturm Elliott (auch Sturmtief Elliott genannt) war ein Wintersturm, der Ende 2022 über Kanada und die Vereinigten Staaten zog. Der US-Wetterdienst (NWS) sprach von einem historischen Wintersturm über die Weihnachtstage. Für mehr als 200 Millionen Menschen in den USA wurden Warnungen vor extremem Wetter herausgegeben.

## Verlauf
Der Sturm zog am 21. Dezember unter Verstärkung durch die nördlichen Great Plains. Gleichzeitig verstärkte sich über den Rocky Mountains ein Hochdruckgebiet, das einen Maximaldruck von 1060 hPa erreichte, wodurch arktische Luftmassen in Richtung Südosten transportiert wurden.
Im Verlauf des 21. Dezember sanken die Temperaturen mit dem raschen Vordringen der Kaltluft vielerorts in kurzer Zeit stark ab. Am Flughafen Denver im US-Bundesstaat Colorado fiel die Temperatur innerhalb einer Stunde von 5,5 °C (42 °F) auf −15 °C (5 °F), was für diese Wetterstation einen Temperatursturzrekord bedeutet. In den kanadischen Rocky Mountains sank das Thermometer in der Nacht auf den 22. Dezember auf −53 °C. Einen Tag später, am 22. Dezember 2022, erreichte der Wintersturm die Bundesstaaten Montana, South Dakota und Wyoming und ließ dort die Temperaturen auf bis zu −43 °C sinken.
Am 23. und 24. Dezember verstärkte sich das Sturmtief, das von The Weather Channel „Elliot“ getauft wurde, innerhalb kurzer Zeit so stark, dass es die Definition eines Bomben-Zyklons (bomb cyclone oder rapide Zyklogenese) erfüllte. Er liegt vor, wenn arktische und warme Luftmassen aufeinandertreffen und der Luftdruck aufgrund der dadurch verursachten schnellen Tiefdruckentwicklung innerhalb von 24 Stunden um 24 hPa oder mehr sinkt. Am 24. Dezember erreichte Elliot einen Minimaldruck von 963 hPa und zog langsam Richtung Nordosten ab. An diesem Tag gab es selbst an der Golfküste Frost, in New Orleans −4 °C. In insgesamt 48 Bundesstaaten gab es Minustemperaturen.
Hohe Windgeschwindigkeiten und starke Schneefälle führten verbreitet zu Blizzard-Verhältnissen, bei denen über mehrere Stunden die Sichtweiten bei unter 400 Metern, teilweise bei 0 Metern lagen.

## Schäden und Opfer
Bis zum 26. Dezember 2022 waren 30 Menschen durch den Wintersturm ums Leben gekommen, einige US-Medien berichteten zu diesem Zeitpunkt von mehr als 40 Toten. Am Nachmittag stieg die Zahl der Toten auf mindestens 47, nach Angaben des US-Fernsehsenders NBC kamen mindestens 55 ums Leben. Die meisten starben bei Verkehrsunfällen oder erfroren in eingeschneiten Autos.
Räumdienstfahrzeuge versagten, weil die Hydraulikleitungen einfroren. Vielerorts steckten sie selbst in den Schneemassen fest oder waren von auf den Straßen eingeschneiten Autos, die trotz Fahrverboten oder Warnungen vor Unwettern benutzt wurden, blockiert. Zudem waren Hunderttausende Haushalte und Geschäfte von der Ost- bis an die Westküste zeitweise ohne Strom. Am Sonntagnachmittag, dem 25. Dezember 2022, waren laut der Webseite poweroutage.us an der Ostküste noch 200.000 Haushalte ohne Strom – nach 1,7 Millionen auf dem Höhepunkt der Ausfälle. Weitere Probleme gab es mit der Trinkwasserversorgung in den Südstaaten der USA, da Wasserleitungen durch den Frost eingefroren oder geplatzt waren. In den Bundesstaaten Louisiana und Mississippi riefen die Medien dazu auf, Wasser vor Gebrauch abzukochen und sich auf größere Ausfälle vorzubereiten.
Der Sturm traf die USA, als viele Bürger anlässlich des Weihnachtsfestes per Auto, Bahn oder Flugzeug verreisten. Zwischen 15.000 und 20.000 Flüge fielen aus.
Der Betrieb der hauptsächlich im Süden der USA gelegenen Ölförderungs- und -verarbeitungsanlagen wurde durch den Wintereinbruch erheblich beeinträchtigt. Infolge von Stilllegungen zur Vermeidung von Frostschäden fielen ab dem 23. Dezember Raffineriekapazitäten von 1,5 Millionen Barrel/Tag aus. Es wurde mit einer Wiederanfahrzeit von bis zu zwei Wochen gerechnet.